# Saint-Auvent
Saint-Auvent è un comune francese di 949 abitanti situato nel dipartimento dell'Alta Vienne nella regione della Nuova Aquitania.

## Società

### Evoluzione demografica
Abitanti censiti